# سنية (نبات)
السِّنِّيَّة هو جنس من كاسيات البذور في الفصيلة الهالوكية.